# 松山東道路
松山東道路（まつやまひがしどうろ）は松山市周辺の交通混雑の緩和を目的とした愛媛県東温市から松山市にかけての国道11号のバイパス道路である。
1982年に全線完成し、旧道は愛媛県道334号松山川内線に変更された。

## 概要
- 起点：愛媛県東温市志津川[1]
- 終点：愛媛県松山市小坂4丁目[1]
- 総距離：10.4km[1]
- 構造規格：第4種第1級[2]
- 設計速度：60km/h[2]
- 幅員：25m[1]
- 車線数：全線片側2車線[3]

## 沿革
- 1971年度(昭和46年）：事業化[1]。
- 1972年度：用地着手[1]。
- 1973年8月7日：都市計画決定。
- 1974年度：工事着手[1]。
- 1978年
  - 3月：永木橋 - 小坂交差点間が暫定2車線で開通[4]。
  - 12月：小坂交差点 - 久米農免道路間が暫定2車線で開通[4]。
- 1979年12月：久米農免道路 - 来住町交差点間が暫定2車線で開通。永木橋 - 小坂交差点間が6車線化される[4]。
- 1982年
  - 3月：来住町交差点 - 重信町（現・東温市）北野田間が暫定2車線で開通[4]。
  - 12月：重信町北野田 - 志津川交差点（重信町志津川）間が暫定2車線で開通[2][4]。
- 1989年
  - 2月：小坂交差点 - 久米農免道路間が4車線化される[4]。
  - 10月：久米農免道路 - 重信町北野田間が4車線化される[4]。
- 1993年：重信町北野田 - 重信町牛渕間が4車線化される[要出典]。
- 1994年：重信町牛渕 - 志津川交差点間が4車線化される。これにより全線4車線化[要出典]。
- 2004年度：国道33号との交点である小坂交差点の立体交差化事業化、工事着手[要出典]。
- 2007年2月4日：小坂交差点立体交差完成、供用開始[要出典]。

## 交差する主な道路
- 国道33号
- 愛媛県道190号久米垣生線
- 愛媛県道40号松山東部環状線
- 愛媛県道209号美川松山線

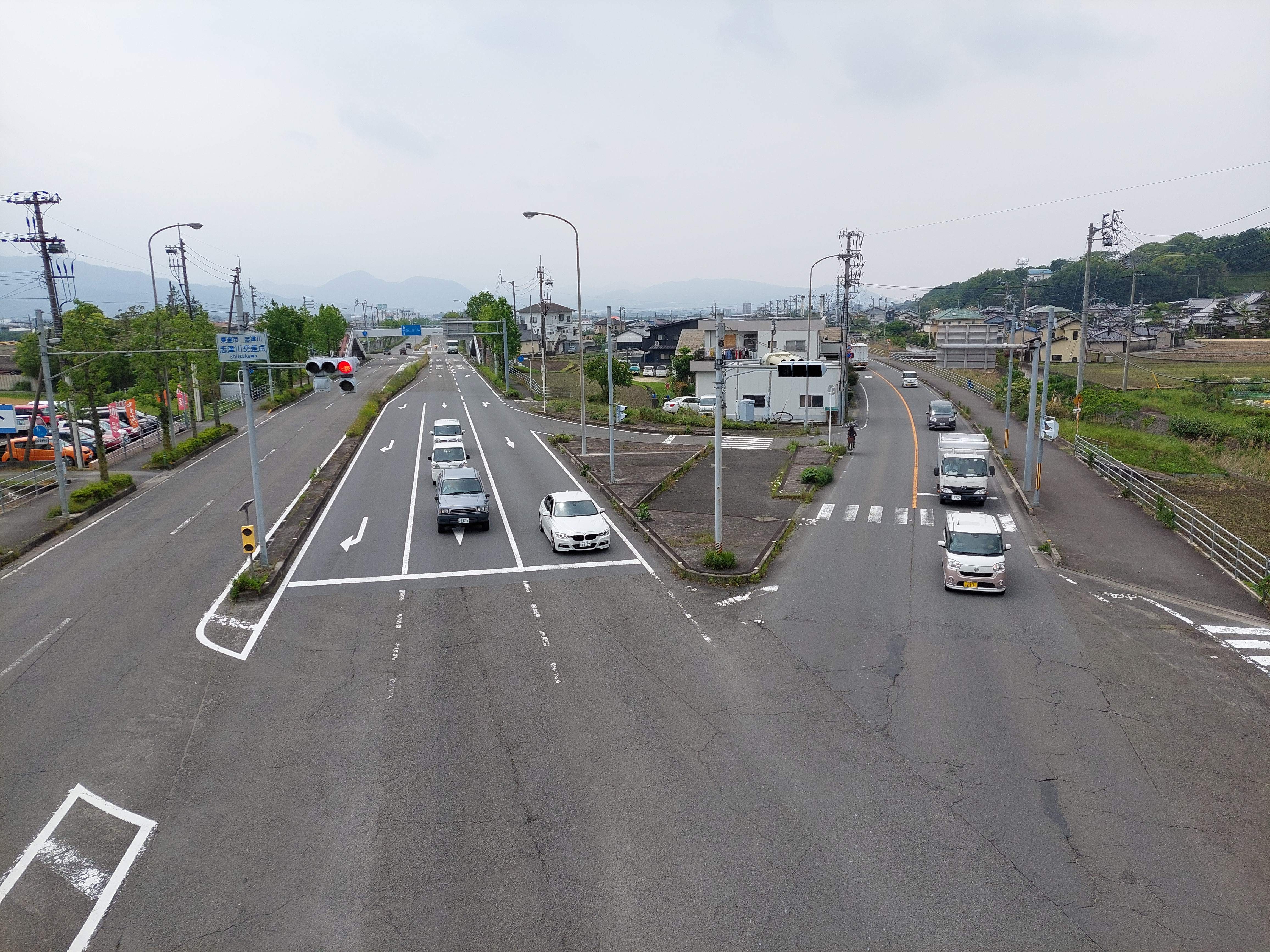
志津川交差点
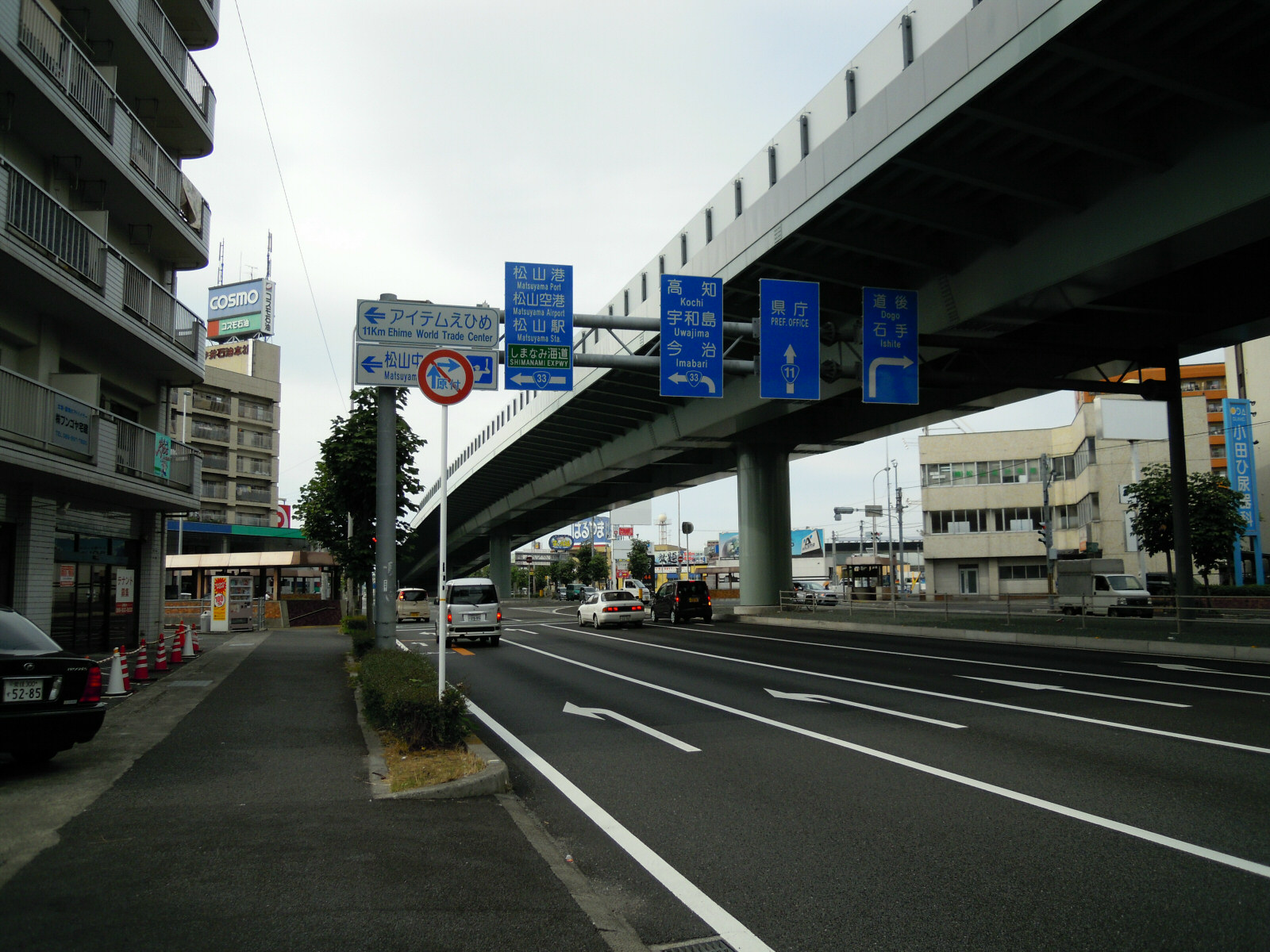
小坂交差点

## 交通量

### 2010年
| 区間                              | 観測地点               | 交通量    | 交通量  | 昼間 混雑度 | 昼間平均旅行速度 | 昼間平均旅行速度 |
| 区間                              | 観測地点               | 2010年    | 前回比  | 昼間 混雑度 | 上り             | 下り             |
| --------------------------------- | ---------------------- | --------- | ------- | ----------- | ---------------- | ---------------- |
| 志津川交差点-牛渕交差点           | 東温市志津川1763番地1  | 2万5357台 | -2554台 | 0.92        | 39.4km/h         | 47.5km/h         |
| 牛渕交差点-東温市・松山市境       | 東温市志津川1763番地1  | 2万5357台 | -2554台 | 0.92        | 38.9km/h         | 37.6km/h         |
| 東温市・松山市境-松山市・東温市境 | 松山市水泥町1283番地1  | 3万4641台 | -1568台 | 0.96        | 38.8km/h         | 37.7km/h         |
| 松山市・東温市境-東温市・松山市境 | 松山市水泥町1283番地1  | 3万4641台 | -1568台 | 0.96        | 38.8km/h         | 37.7km/h         |
| 東温市・松山市境-久米窪田交差点   | 松山市水泥町1283番地1  | 3万4641台 | -1568台 | 0.91        | 38.8km/h         | 37.7km/h         |
| 久米窪田交差点-県道40号本線       | 松山市福音寺町482番地1 | 5万0192台 | -5135台 | 1.60        | 25.7km/h         | 34.9km/h         |
| 県道40号本線-県道190号            | 松山市福音寺町482番地1 | 5万0192台 | -5135台 | 1.60        | 28.2km/h         | 26.7km/h         |
| 県道190号-小坂交差点              | 松山市福音寺町482番地1 | 5万0192台 | -5135台 | 1.60        | 30.1km/h         | 27.8km/h         |
| 平均                              | 平均                   | 3万8152台 | -3152台 | 1.18        | 34.8km/h         | 36.0km/h         |

### 2005年
| 地先                  | 平日24時間 | 平日24時間 | 平日24時間 | 平日24時間 | 休日24時間 | 休日24時間 | 休日24時間 | 休日24時間 | 休日率 |
| 地先                  | 交通量     | 混雑度     | ピーク時   | ピーク時   | 交通量     | 混雑度     | ピーク時   | ピーク時   | 休日率 |
| 地先                  | 交通量     | 混雑度     | 時間       | 旅行速度   | 交通量     | 混雑度     | 時間       | 旅行速度   | 休日率 |
| --------------------- | ---------- | ---------- | ---------- | ---------- | ---------- | ---------- | ---------- | ---------- | ------ |
| 東温市志津川1758番地1 | 2万7911台  | 0.77       | 8時        | 35.9km/h   | 2万4482台  | 0.67       | 16時       | 34.9km/h   | 88%    |
| 松山市水泥町570番地1  | 3万6209台  | 0.86       | 7時        | 41.3km/h   | 3万7134台  | 0.88       | 15時       | 33.5km/h   | 103%   |
| 松山市星岡町611番地1  | 5万5327台  | 1.76       | 7時        | 25.9km/h   | 4万7644台  | 1.52       | 16時       | 23.4km/h   | 86%    |

### 1999年
24時間交通量（平成11年度道路交通センサス）平日／休日
- 東温市志津川1758番地1：26,674／24,153
- 松山市水泥町570番地1：34,416／32,611
- 松山市星岡町611番地1：58,396／50,165